# China Resources Microelectronics
China Resources Microelectronics Limited (CR Micro) — китайская компания электронной промышленности, крупный разработчик и производитель полупроводниковых приборов. Основана в 2003 году, входит в состав конгломерата China Resources Group. 

## История
Компания была основана в январе 2003 года, в 2008 году сменила название на China Resources Microelectronics, в феврале 2020 года вышла на Шанхайскую фондовую биржу.

## Деятельность
China Resources Microelectronics проектирует микросхемы, производит и тестирует пластины, корпусирует и тестирует чипы. Продукция CR Micro используется в энергетическом и медицинском оборудовании, солнечных панелях, моторах, аккумуляторах, электромобилях, электрических скутерах, бытовой электротехнике, компьютерах, серверах, осветительных приборах, электроинструментах, садовых инструментах, сварочном оборудовании, сенсорных и зарядных устройствах, противопожарных системах. Заводы компании расположены в городах Уси, Шэньчжэнь, Дунгуань и Чунцин.
По итогам 2023 года 87 % оборота пришлось на Китай, 13 % — на зарубежные рынки. Основные продажи China Resources Microelectronics пришлись на производство полупроводниковых пластин (36,3 %), производство дискретных устройств (35,7 %), корпусирование и тестирование интегральных схем (12,2 %) и проектирование интегральных схем (10,8 %).  

### Продукция
- Силовые микросхемы, модули и устройства (МОП-транзисторы, IGBT-транзисторы, BJT-транзисторы, диоды Шоттки, диоды Зенера, SiC-диоды и модули, встроенные силовые модули, каскодные усилители, выпрямители, светодиодные микросхемы, системы управления аккумулятором, линейные регуляторы, беспроводные зарядные устройства, электрические приводы моторов и усилители низкой частоты)
- Умные датчики (MEMS-датчики, детекторы дыма, датчики освещенности, фотодиоды и оптроны)
- Системы контроля (микроконтроллеры для пультов дистанционного управления, осветительных, измерительных и вычислительных приборов, бытовой техники, клавиатур, детских игрушек)

## Акционеры
Основными акционерами China Resources Microelectronics являются Комитет по контролю и управлению государственным имуществом Китая (66,58 %), Sino IC Capital (4,49 %), China Asset Management (3,75 %), правительство Чунцина (1,56 %), CPIC Fund Management (0,76 %), Ван Кайбинь (0,76 %) и Guotai Asset Management (0,59 %).